# Lista över insjöar i Sverige med namn som slutar med -gyl
gyl  ingår i namnet på följande insjöar i Sverige som har Wikipedia-artikel:
- Aggarpa gyl, sjö i Hässleholms kommun och Skåne 56°15′19″N 13°39′30″Ö / 56.25519°N 13.65828°Ö
- Brunnshylta gyl, sjö i Hässleholms kommun och Skåne 56°18′05″N 13°33′14″Ö / 56.30140°N 13.55389°Ö
- Dalshultagyl, sjö i Östra Göinge kommun och Skåne 56°17′36″N 14°14′03″Ö / 56.29340°N 14.23426°Ö
- Gråshultagyl, sjö i Osby kommun och Skåne 56°27′04″N 14°02′13″Ö / 56.45099°N 14.03702°Ö
- Gylsboda gyl, sjö i Osby kommun och Skåne 56°21′36″N 14°21′23″Ö / 56.35992°N 14.35644°Ö
- Havagyl, sjö i Bromölla kommun och Skåne 56°12′30″N 14°26′43″Ö / 56.20842°N 14.44532°Ö
- Hemlinge gyl, sjö i Östra Göinge kommun och Skåne 56°19′29″N 14°06′49″Ö / 56.32478°N 14.11367°Ö
- Jonstorpagyl, sjö i Osby kommun och Skåne 56°26′15″N 13°58′46″Ö / 56.43758°N 13.97943°Ö
- Knappstorpa gyl, sjö i Östra Göinge kommun och Skåne 56°21′07″N 14°06′52″Ö / 56.35183°N 14.11441°Ö
- Laagyl, sjö i Bromölla kommun och Skåne 56°12′49″N 14°29′38″Ö / 56.21361°N 14.49381°Ö
- Lusö gyl, sjö i Osby kommun och Skåne 56°24′53″N 14°19′46″Ö / 56.41466°N 14.32956°Ö
- Mossagyl (Örkeneds socken, Skåne, 625205-140527), sjö i Osby kommun och Skåne 56°23′12″N 14°16′18″Ö / 56.38675°N 14.27155°Ö
- Mossagyl (Örkeneds socken, Skåne, 625425-141696), sjö i Osby kommun och Skåne 56°24′31″N 14°27′36″Ö / 56.40869°N 14.46005°Ö
- Myragyl, sjö i Östra Göinge kommun och Skåne 56°20′36″N 14°17′19″Ö / 56.34330°N 14.28866°Ö
- Myreholms gyl, sjö i Hässleholms kommun och Skåne 56°15′53″N 13°40′24″Ö / 56.26471°N 13.67324°Ö
- Norra Hajsgyl, sjö i Östra Göinge kommun och Skåne 56°21′57″N 14°15′46″Ö / 56.36580°N 14.26268°Ö
- Olastorpa gyl, sjö i Östra Göinge kommun och Skåne 56°20′43″N 14°06′33″Ö / 56.34538°N 14.10920°Ö
- Olegyl, sjö i Osby kommun och Skåne 56°21′22″N 14°22′00″Ö / 56.35600°N 14.36662°Ö
- Skäregyl, sjö i Osby kommun och Skåne 56°25′22″N 14°22′54″Ö / 56.42291°N 14.38176°Ö
- Stensgyl, sjö i Örkelljunga kommun och Skåne 56°18′44″N 13°30′41″Ö / 56.31230°N 13.51139°Ö
- Stålagyl, sjö i Osby kommun och Skåne 56°20′08″N 14°23′48″Ö / 56.33560°N 14.39665°Ö
- Svinanegyl, sjö i Osby kommun och Skåne 56°26′31″N 14°10′25″Ö / 56.44208°N 14.17348°Ö
- Vejshulta gyl, sjö i Hässleholms kommun och Skåne 56°18′10″N 13°32′29″Ö / 56.30288°N 13.54152°Ö
- Vigenstorpa gyl, sjö i Osby kommun och Skåne 56°25′36″N 14°01′42″Ö / 56.42661°N 14.02826°Ö
- Abborragyl (Bräkne-Hoby socken, Blekinge), sjö i Ronneby kommun och Blekinge 56°16′27″N 15°03′51″Ö / 56.27403°N 15.06417°Ö
- Abborragyl (Ringamåla socken, Blekinge), sjö i Karlshamns kommun och Blekinge 56°19′07″N 14°55′18″Ö / 56.31872°N 14.92173°Ö
- Abborragyl (Öljehults socken, Blekinge), sjö i Ronneby kommun och Blekinge 56°22′40″N 15°00′54″Ö / 56.37791°N 15.01489°Ö
- Angagyl, sjö i Ronneby kommun och Blekinge 56°18′42″N 15°06′17″Ö / 56.31172°N 15.10480°Ö
- Avundsgyl, sjö i Karlshamns kommun och Blekinge 56°19′43″N 14°51′19″Ö / 56.32874°N 14.85522°Ö
- Bockegyl, sjö i Olofströms kommun och Blekinge 56°23′58″N 14°24′51″Ö / 56.39956°N 14.41405°Ö
- Bredagyl (Asarums socken, Blekinge), sjö i Karlshamns kommun och Blekinge 56°16′02″N 14°51′16″Ö / 56.26721°N 14.85449°Ö
- Bredagyl (Ringamåla socken, Blekinge), sjö i Karlshamns kommun och Blekinge 56°18′49″N 14°45′25″Ö / 56.31349°N 14.75702°Ö
- Buasjögyl, sjö i Karlshamns kommun och Blekinge 56°19′18″N 14°56′45″Ö / 56.32177°N 14.94590°Ö
- Bökegyl (Asarums socken, Blekinge, 623626-144285), sjö i Karlshamns kommun och Blekinge 56°15′05″N 14°52′56″Ö / 56.25134°N 14.88231°Ö
- Bökegyl (Asarums socken, Blekinge, 623765-143726), sjö i Karlshamns kommun och Blekinge 56°15′52″N 14°47′41″Ö / 56.26449°N 14.79484°Ö
- Bökegyl (Ringamåla socken, Blekinge), sjö i Karlshamns kommun och Blekinge 56°20′19″N 14°44′55″Ö / 56.33874°N 14.74873°Ö
- Bökelångsgyl, sjö i Ronneby kommun och Blekinge 56°15′19″N 15°03′08″Ö / 56.25519°N 15.05227°Ö
- Djupegyl (Åryds socken, Blekinge, 624475-144743), sjö i Karlshamns kommun och Blekinge 56°19′40″N 14°57′20″Ö / 56.32776°N 14.95547°Ö
- Djupegyl (Åryds socken, Blekinge, 624591-145023), sjö i Karlshamns kommun och Blekinge 56°20′19″N 15°00′02″Ö / 56.33848°N 15.00050°Ö
- Dönhultagyl, sjö i Ronneby kommun och Blekinge 56°14′49″N 15°08′02″Ö / 56.24686°N 15.13390°Ö
- Ekesgyl, sjö i Ronneby kommun och Blekinge 56°17′05″N 15°01′46″Ö / 56.28469°N 15.02957°Ö
- Flotagyl, sjö i Ronneby kommun och Blekinge 56°18′43″N 15°02′27″Ö / 56.31197°N 15.04097°Ö
- Grytsjögyl, sjö i Olofströms kommun och Blekinge 56°26′45″N 14°31′35″Ö / 56.44595°N 14.52652°Ö
- Gräsgyl, sjö i Ronneby kommun och Blekinge 56°20′53″N 15°02′35″Ö / 56.34809°N 15.04300°Ö
- Gärdesgyl, sjö i Ronneby kommun och Blekinge 56°21′43″N 15°06′20″Ö / 56.36202°N 15.10550°Ö
- Göljagyl, sjö i Ronneby kommun och Blekinge 56°17′23″N 15°08′16″Ö / 56.28972°N 15.13783°Ö
- Hagesgyl, sjö i Ronneby kommun och Blekinge 56°18′10″N 15°03′36″Ö / 56.30284°N 15.06006°Ö
- Hjortgyl, sjö i Ronneby kommun och Blekinge 56°22′16″N 15°05′17″Ö / 56.37117°N 15.08801°Ö
- Jössagyl, sjö i Karlshamns kommun och Blekinge 56°21′35″N 14°58′26″Ö / 56.35986°N 14.97400°Ö
- Kroksjögyl (Asarums socken, Blekinge), sjö i Karlshamns kommun och Blekinge 56°15′39″N 14°51′38″Ö / 56.26070°N 14.86046°Ö
- Kroksjögyl (Bräkne-Hoby socken, Blekinge), sjö i Ronneby kommun och Blekinge 56°18′53″N 15°09′02″Ö / 56.31485°N 15.15048°Ö
- Kroppgyl, sjö i Karlshamns kommun och Blekinge 56°15′27″N 15°00′07″Ö / 56.25739°N 15.00188°Ö
- Kälkagyl, sjö i Ronneby kommun och Blekinge 56°22′10″N 14°59′04″Ö / 56.36954°N 14.98431°Ö
- Källegyl, sjö i Olofströms kommun och Blekinge 56°20′01″N 14°35′20″Ö / 56.33350°N 14.58881°Ö
- Lergyl, sjö i Karlshamns kommun och Blekinge 56°21′48″N 14°43′15″Ö / 56.36320°N 14.72071°Ö
- Lilla Krusegyl, sjö i Karlshamns kommun och Blekinge 56°21′07″N 14°53′10″Ö / 56.35196°N 14.88602°Ö
- Lilla Ällagyl, sjö i Ronneby kommun och Blekinge 56°15′59″N 15°03′53″Ö / 56.26649°N 15.06480°Ö
- Lommagyl (Asarums socken, Blekinge), sjö i Karlshamns kommun och Blekinge 56°13′46″N 14°50′08″Ö / 56.22934°N 14.83559°Ö
- Lommagyl (Ringamåla socken, Blekinge), sjö i Karlshamns kommun och Blekinge 56°22′22″N 14°43′36″Ö / 56.37286°N 14.72675°Ö
- Långasjögyl, sjö i Karlshamns kommun och Blekinge 56°21′04″N 14°45′54″Ö / 56.35109°N 14.76489°Ö
- Långegyl (Öljehults socken, Blekinge, 624641-145527), sjö i Ronneby kommun och Blekinge 56°20′36″N 15°04′55″Ö / 56.34347°N 15.08190°Ö
- Långegyl (Öljehults socken, Blekinge, 625146-144888), sjö i Ronneby kommun och Blekinge 56°23′17″N 14°58′39″Ö / 56.38817°N 14.97760°Ö
- Madgyl, sjö i Karlshamns kommun och Blekinge 56°15′54″N 15°00′41″Ö / 56.26499°N 15.01141°Ö
- Missegyl, sjö i Karlshamns kommun och Blekinge 56°14′25″N 15°00′01″Ö / 56.24022°N 15.00015°Ö
- Mossgyl (Öljehults socken, Blekinge, 625183-144948), sjö i Ronneby kommun och Blekinge 56°23′30″N 14°59′14″Ö / 56.39156°N 14.98724°Ö
- Mossgyl (Öljehults socken, Blekinge, 625331-145039), sjö i Ronneby kommun och Blekinge 56°24′18″N 15°00′06″Ö / 56.40495°N 15.00169°Ö
- Månsagyl, sjö i Olofströms kommun och Blekinge 56°23′21″N 14°31′00″Ö / 56.38909°N 14.51677°Ö
- Mörkagyl, sjö i Ronneby kommun och Blekinge 56°15′08″N 15°03′27″Ö / 56.25217°N 15.05749°Ö
- Norra Lommagyl, sjö i Olofströms kommun och Blekinge 56°18′58″N 14°31′26″Ö / 56.31623°N 14.52375°Ö
- Norrsjögyl, sjö i Ronneby kommun och Blekinge 56°14′05″N 15°03′49″Ö / 56.23478°N 15.06364°Ö
- Ramsjögyl, sjö i Ronneby kommun och Blekinge 56°17′35″N 15°05′59″Ö / 56.29292°N 15.09982°Ö
- Reslegyl, sjö i Karlshamns kommun och Blekinge 56°16′22″N 14°52′09″Ö / 56.27289°N 14.86903°Ö
- Rudegyl (Asarums socken, Blekinge), sjö i Karlshamns kommun och Blekinge 56°15′38″N 14°49′15″Ö / 56.26057°N 14.82092°Ö
- Rudegyl (Bräkne-Hoby socken, Blekinge), sjö i Ronneby kommun och Blekinge 56°18′45″N 15°03′55″Ö / 56.31248°N 15.06536°Ö
- Rudegyl (Åryds socken, Blekinge), sjö i Karlshamns kommun och Blekinge 56°19′32″N 15°01′23″Ö / 56.32569°N 15.02292°Ö
- Smedagyl, sjö i Ronneby kommun och Blekinge 56°19′30″N 15°07′51″Ö / 56.32507°N 15.13090°Ö
- Snargyl, sjö i Ronneby kommun och Blekinge 56°11′42″N 15°08′36″Ö / 56.19500°N 15.14334°Ö
- Starsjögyl, sjö i Karlshamns kommun och Blekinge 56°15′46″N 14°48′18″Ö / 56.26287°N 14.80505°Ö
- Stengyl (Öljehults socken, Blekinge, 624871-145187), sjö i Ronneby kommun och Blekinge 56°21′50″N 15°01′35″Ö / 56.36379°N 15.02650°Ö
- Stengyl (Öljehults socken, Blekinge, 625375-144898), sjö i Ronneby kommun och Blekinge 56°24′31″N 14°58′44″Ö / 56.40875°N 14.97877°Ö
- Stora Ballagyl, sjö i Karlshamns kommun och Blekinge 56°19′33″N 14°51′43″Ö / 56.32583°N 14.86208°Ö
- Stora Krusegyl, sjö i Karlshamns kommun och Blekinge 56°21′23″N 14°53′26″Ö / 56.35640°N 14.89044°Ö
- Stora Ällagyl, sjö i Ronneby kommun och Blekinge 56°15′51″N 15°03′30″Ö / 56.26421°N 15.05839°Ö
- Stora Åmmegyl, sjö i Karlshamns kommun och Blekinge 56°21′08″N 15°01′11″Ö / 56.35234°N 15.01962°Ö
- Strömsjögyl, sjö i Ronneby kommun och Blekinge 56°23′08″N 14°57′31″Ö / 56.38562°N 14.95855°Ö
- Sundsjögyl, sjö i Karlshamns kommun och Blekinge 56°19′46″N 14°55′32″Ö / 56.32953°N 14.92552°Ö
- Svalehultagyl, sjö i Ronneby kommun och Blekinge 56°18′04″N 15°03′12″Ö / 56.30100°N 15.05347°Ö
- Svartgyl, sjö i Ronneby kommun och Blekinge 56°17′49″N 15°05′08″Ö / 56.29688°N 15.08553°Ö
- Södregyl, sjö i Ronneby kommun och Blekinge 56°24′17″N 15°00′21″Ö / 56.40470°N 15.00575°Ö
- Söragyl, sjö i Karlshamns kommun och Blekinge 56°16′22″N 14°54′42″Ö / 56.27285°N 14.91165°Ö
- Tostegyl, sjö i Olofströms kommun och Blekinge 56°20′04″N 14°40′25″Ö / 56.33440°N 14.67367°Ö
- Trehörnagyl, sjö i Karlshamns kommun och Blekinge 56°19′13″N 14°51′35″Ö / 56.32033°N 14.85963°Ö
- Tuvegyl, sjö i Ronneby kommun och Blekinge 56°16′42″N 15°02′00″Ö / 56.27825°N 15.03341°Ö
- Tvättegyl, sjö i Ronneby kommun och Blekinge 56°16′33″N 15°02′35″Ö / 56.27570°N 15.04315°Ö
- Vaxgyl, sjö i Ronneby kommun och Blekinge 56°17′31″N 15°01′51″Ö / 56.29188°N 15.03088°Ö
- Vitavattsgyl, sjö i Ronneby kommun och Blekinge 56°19′55″N 15°06′37″Ö / 56.33187°N 15.11041°Ö
- Vittgyl, sjö i Karlshamns kommun och Blekinge 56°22′07″N 14°58′08″Ö / 56.36872°N 14.96879°Ö
- Ällsjögyl, sjö i Karlshamns kommun och Blekinge 56°21′24″N 14°58′38″Ö / 56.35674°N 14.97715°Ö
- Åkegyl, sjö i Karlshamns kommun och Blekinge 56°16′32″N 14°51′35″Ö / 56.27560°N 14.85960°Ö
- Örsjögyl, sjö i Ronneby kommun och Blekinge 56°20′27″N 15°03′35″Ö / 56.34083°N 15.05980°Ö
- Övragyl, sjö i Karlshamns kommun och Blekinge 56°14′38″N 14°47′29″Ö / 56.24399°N 14.79151°Ö
- Abborragyl (Almundsryds socken, Småland, 625442-143658), sjö i Tingsryds kommun och Småland 56°24′46″N 14°46′30″Ö / 56.41279°N 14.77487°Ö
- Abborragyl (Almundsryds socken, Småland, 625493-143099), sjö i Tingsryds kommun och Småland 56°25′01″N 14°41′14″Ö / 56.41706°N 14.68709°Ö
- Brokagyl, sjö i Älmhults kommun och Småland 56°31′37″N 14°34′06″Ö / 56.52694°N 14.56831°Ö
- Dyagyl, sjö i Älmhults kommun och Småland 56°29′23″N 14°30′42″Ö / 56.48972°N 14.51173°Ö
- Galnegyl, sjö i Tingsryds kommun och Småland 56°25′44″N 14°43′10″Ö / 56.42884°N 14.71949°Ö
- Gäddegyl (Härlunda socken, Småland, 626127-142001), sjö i Älmhults kommun och Småland 56°28′12″N 14°30′27″Ö / 56.47000°N 14.50737°Ö
- Gäddegyl (Härlunda socken, Småland, 627010-142360), sjö i Älmhults kommun och Småland 56°33′08″N 14°33′47″Ö / 56.55212°N 14.56294°Ö
- Hjortagyl, sjö i Tingsryds kommun och Småland 56°27′35″N 14°44′43″Ö / 56.45960°N 14.74538°Ö
- Horgenäs gyl, sjö i Alvesta kommun och Småland 56°34′40″N 14°37′53″Ö / 56.57785°N 14.63125°Ö
- Hätte gyl, sjö i Tingsryds kommun och Småland 56°27′01″N 14°47′11″Ö / 56.45016°N 14.78651°Ö
- Håknagyl, sjö i Alvesta kommun och Småland 56°36′24″N 14°35′02″Ö / 56.60658°N 14.58395°Ö
- Hönshylte gyl, sjö i Tingsryds kommun och Småland 56°28′51″N 14°41′35″Ö / 56.48070°N 14.69301°Ö
- Ila gyl, sjö i Älmhults kommun och Småland 56°30′20″N 14°25′09″Ö / 56.50543°N 14.41927°Ö
- Kringlegyl, sjö i Tingsryds kommun och Småland 56°27′32″N 14°39′10″Ö / 56.45887°N 14.65277°Ö
- Lindögyl, sjö i Älmhults kommun och Småland 56°29′45″N 14°31′40″Ö / 56.49572°N 14.52776°Ö
- Långa Gyl, sjö i Älmhults kommun och Småland 56°28′51″N 14°32′20″Ö / 56.48075°N 14.53898°Ö
- Päddegyl, sjö i Markaryds kommun och Småland 56°25′31″N 13°38′15″Ö / 56.42516°N 13.63752°Ö
- Samlagyl, sjö i Tingsryds kommun och Småland 56°26′02″N 14°37′59″Ö / 56.43380°N 14.63311°Ö
- Snokegyl, sjö i Älmhults kommun och Småland 56°32′51″N 14°29′01″Ö / 56.54762°N 14.48358°Ö
- Sonagyl, sjö i Älmhults kommun och Småland 56°33′11″N 14°32′26″Ö / 56.55316°N 14.54063°Ö
- Storagyl, sjö i Älmhults kommun och Småland 56°32′49″N 14°28′43″Ö / 56.54694°N 14.47872°Ö
- Svalegyl, sjö i Tingsryds kommun och Småland 56°29′15″N 14°44′38″Ö / 56.48743°N 14.74379°Ö
- Svarta Gyl (Almundsryds socken, Småland), sjö i Tingsryds kommun och Småland 56°29′11″N 14°45′29″Ö / 56.48630°N 14.75810°Ö
- Svarta Gyl (Härlunda socken, Småland), sjö i Älmhults kommun och Småland 56°30′44″N 14°30′04″Ö / 56.51215°N 14.50106°Ö
- Sväckegyl, sjö i Älmhults kommun och Småland 56°29′57″N 14°30′09″Ö / 56.49914°N 14.50248°Ö
- Västra Gyl, sjö i Älmhults kommun och Småland 56°28′34″N 14°32′13″Ö / 56.47606°N 14.53703°Ö
- Åmadgyl, sjö i Tingsryds kommun och Småland 56°24′19″N 14°42′36″Ö / 56.40532°N 14.70995°Ö